# Escola Grèvol
L'Escola Grèvol és una escola cooperativa catalana del Poblenou de Barcelona.
Va néixer l'any 1973 amb la fusió de les escoles Sant Lluís i Puríssima. Al moment de la creació, Grèvol atenia uns cinc cents nens i nenes, gairebé tots del barri. S'impartien classes de parvulari i d'educació general bàsica, a càrrec d'una desena de mestres. L'escola Grèvol es repartia en tres edificis: ocupava una part de l'edifici situat a la rodona del Casino, una planta d'un edifici del carrer Dr. Trueta amb la Rambla (actualment hi ha l'escola infantil La Marina), i una planta d'un edifici situat a la cantonada de Dr. Trueta amb la plaça de Sant Bernat Calvó.
El 1995 la situació era crítica, l'escola no complia amb els requisits de la Llei Orgànica General del Sistema Educatiu d'aleshores i s'havia de tancar. Mobilitzats per Joan Barot i Olivé, junts, uns 415 famílies i 38 mestres,van crear una cooperativa i van aportar la meitat dels recursos per al projecte de construcció d'un nou edifici, que el 1997 ja era una realitat. La cooperativa de pares i professors trasllada al centre en un edifici de nova construcció a la cruïlla del carrer de Fluvià amb el carrer del Taulat. En el Consell Rector de la cooperativa escola, els mestres tenen més pes que els pares.
És pionera d'innovació pedagògica,en l'aprenentatge de l'anglès, la utilització de les noves tecnologies per part dels alumnes i l'assignatura Ser Emprenedor. Des de la seva fundació, l'escola va estar dirigida per Joan Barot i Olivé fins que es va jubilar el 2009.